# Teorin om en ihålig jord
Teorin om en ihålig jord är en teori som går ut på att jorden är ihålig och möjligen har en beboelig insida. Under en tid var idén populär inom äventyrsberättelser, den var mycket populär inom fantasy och science fiction, och senare inom konspirationsteorier. Men teorin har sedan länge motbevisats av starka geologiska bevis tillsammans med modern kunskap om hur planeter skapas. Teorin tas inte på allvar inom vetenskapen, men finns kvar inom det som kallas för pseudovetenskap. Teorin om en ihålig jord, har också kopplingar till myterna och legenderna om Shamballa och Agartha.

## Historia

### Tidig historia
Under forntiden trodde ett antal mytologier på en "undre värld", så som Hades i Grekland, svartalfaheim inom nordisk mytologi, det judiska Sheol och det kristna helvetet.
År 1692 lade Edmund Halley fram teorin om att jordens yta skulle vara som ett skal, 800 kilometer tjockt, med ytterligare två skal "under" jorden och en kärna längst in med en diameter liknande Venus, Mars och Merkurius. Atmosfärer skulle skilja dessa skal och varje lager ha sin egen magnetiska pol. Kloten antogs rotera i olika hastigheter. Halley lade fram denna teori i ett försök att förklara de olika anomalierna, när en kompass används på olika ställen på jorden. Han antog att atmosfären inom jorden var självlysande, att utrymmet möjligen var bebott och spekulerade kring att norrsken skapades, på grund av att gas läckte ur jordens inre.
Ibland hävdas oriktigt att Leonhard Euler förespråkade en ihålig jord med en inre sol som gav ljus för de inre civilisationerna. Dessa påståenden lades fram i de Camp och Leys bok Lands Beyond. De Camp och Ley hävdade även att Sir John Leslie byggde vidare på modellen och föreslog att jorden egentligen innehåller två centrala solar vid namn Pluto och Proserpine. Leslie föreslog en ihålig jord i sin bok Elements of Natural Philosophy från 1829 (sidorna 449-453), men nämner inte inre solar.

### 1800-talet
1818 föreslog John Cleves Symmes, Jr. att jordens skal är 1300 kilometer tjockt, och att det skulle finnas öppningar till det inre vid jordens magnetiska poler, 2300 kilometer i diameter, med ytterligare 4 inre skal och respektive öppningar.
Symmes blev den mest kända människan i de tidiga teorierna om en ihålig jord. Han föreslog till och med att man skulle utföra en expedition till nordpolen, men planerna stoppades då den nya amerikanska presidenten, Andrew Jackson, stoppade expeditionen. Symmes avled år 1829.
En efterföljare, Jeremiah N. Reynolds, undervisade om teorin och ville även han att en expedition skulle skickas till nordpolen. Efter Symmes död slutade han dock prata om teorin. Reynolds åkte faktiskt på en expedition själv, men missade den stora amerikanska expeditionen under åren 1838-1842, trots att den expeditionen skickades just utifrån hans argument. Han hade förolämpat så många i sin vilja att skicka en expedition att han inte fick åka med.
Symmes själv skrev aldrig någon bok om ämnet. McBride skrev boken Symmes' Theory of Concentric Spheres 1826. Reynolds skrev en artikel under titeln Remarks of Symmes' Theory Which Appeared in the American Quarterly Review 1827. En teori liknande Symmes lades fram i professor W.F. Lyons bok The Hollow Globe, men nämnde inte Symmes. Symmes egen son Americus publicerade sitt verk The Symmes' Theory of Concentric Spheres i vilket han sammanfattade teorierna.

### Modern tid
William Reed skrev verket Phantom of the Poles som publicerades 1906. Han presenterade idén om en ihålig jord utan inre skal eller solar.
Senare skrev Marshall Gardner boken A Journey to the Earth's Interior, publicerad 1913, med en expanderad utgåva 1920. I denna påstod Gardner att det skulle finnas en inre sol. Han byggde även en modell av hur en inre värld skulle se ut och fick patent på den. Gardner nämnde inte Reed, men gav en nick till Symmes.
Andra skribenter hävdar att varelser inom forntida mytologier med stor kunskap skulle leva i grottor eller inuti jorden. Platser såsom Antarktis, Nordpolen, Tibet, Peru och Kalifornien föreslås vara portar till underjorden, till en plats kallad Agartha, som möjligen har teknologi som kan föreslås vara UFO:n.
Boken The Hollow Earth, som ska ha skrivits av Doktor Raymond Bernard 1969 understryker detta. Boken tar till Reeds och Gardners idéer, men ignorerar Symmes. Bernard anser att UFO:n kommer från jordens inre. En artikel skriven av Martin Gardner visade att Walter Siegmeister använde pseudonymen 'Bernard', men bara efter att Walter Kafton-Minkels verk Subterranean Worlds: 100,000 years of dragons, dwarfs, the dead, lost races & UFOs from inside the Earth publicerades 1989. 
1945-1949 uppmärksammades idén ännu en gång i science-fictiontidningen Amazing Stories, under namnet "Shaver-mysteriet". Tidningens redaktör, Ray Palmer, publicerade ett antal historier skrivna av Richard Sharpe Shaver, som hävdade att berättelserna var sanna, men berättades som sagor. Shaver hävdade att det fanns en förhistorisk ras som hade byggt grottor kors och tvärs under jordens yta. Dess efterföljare, en ras av robotar under namnet "Dero", lever i dessa grottor än idag, och använder sig av deras mästares gamla teknologi för att plåga dem som bor på jordens yta. Som "bevis" för detta, sade Shaver, hörde han röster som kom från en okänd källa. Tusentals läsare skrev till honom och hävdade att även de hörde röster som kom från jordens inre. 
Påståenden har cirkulerat att Adolf Hitler och några av hans följeslagare flydde till underjorden efter andra världskriget, via en ingång vid sydpolen.
År 2001 publicerade Kevin och Matthew Taylor boken The Land of No Horizon. Även den talade om teorin om en ihålig jord. De både föreställer sig en ihålig planet med en central sol och ett inre beboeligt plan. Detta ska, menar de, förklara jordens magnetfält, samt förklara hur stjärnor uppstår.

### Världen inuti

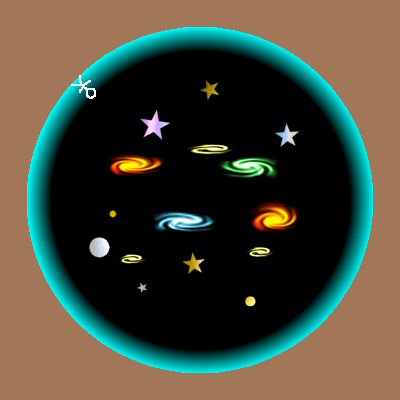
Människor lever på insidan, med universum i centrum. Bild: JiFish.

Vissa har lagt fram en annan teori som går ut på att universum självt är insidan på en planet. Cyrus Teed, en doktor från New York, lade fram en sådan teori under 1869. Teed införde även en kult som följde denna tro.
Under 1900-talet har ett antal tyska författare, inkluderat Peter Bender, Johannes Lang, Karl Neupert och Fritz Braun, föreslagit teorin om en ihålig jord, kallad Hohlweltehre.
Den egyptiska matematikern Mostafa A. Abdelkader lät sina elever skriva och hitta på idéer om en ihålig jord-teori. 
Ett koncept är att ljusstrålar cirkulerar runt i en ihålig planet och saktar ned när de närmar sig mitten. Ingen energi kan nå mitten på grottan.

## Inom fiktion